# Belo Polje (Raška)
Pour les articles homonymes, voir Belo Polje et Bijelo Polje.
Belo Polje (en serbe cyrillique : Вело Поље) est un village de Serbie situé dans la municipalité de Raška, district de Raška. Au recensement de 2011, il comptait 17 habitants.

## Démographie
| 1948 | 1953 | 1961 | 1971 | 1981 | 1991 | 2002 | 2011 |
| ---- | ---- | ---- | ---- | ---- | ---- | ---- | ---- |
| 142  | 141  | 133  | 116  | 86   | 70   | 48   | 17   |

|  |